# Нардуччи, Кэтрин
Кэтрин Нардуччи (англ. Kathrine Narducci, род. 22 ноября 1965) — американская актриса, наиболее известная благодаря роли Шармейн Букко в сериале HBO «Клан Сопрано», где она снималась на периодической основе с 1999 по 2007 год.
Нардуччи родилась и выросла в Восточном Гарлеме. Она получила известность после своей дебютной роли в фильме 1993 года «Бронксская повесть», где она играла жену Роберта де Ниро. С тех пор она продолжила карьеру, чаще всего работая на телевидении, где играла гостевые роли в «Закон и порядок», «Закон и порядок: Специальный корпус», «Полиция Нью-Йорка», «Третья смена» и «Голубая кровь». Также у неё были значимые роли в фильмах «Дом двух семей» (2000), «Чикагские похороны» (2009), «Управление страстью» (2010) и «Парни из Джерси» (2014).
В 2014 году Нардуччи начала сниматься в сериале Starz «Власть в ночном городе».